# BEST SONGS OF EVE
『BEST SONGS OF EVE』（ベストソングス・オブ・イヴ）は、日本のコーラス・グループであるEVEが1988年12月1日にリリースしたベスト・アルバムである。

## 概要
EVE自身初のベスト・アルバムで、全曲CMソングのタイアップが付いている。

## 批評
『CDジャーナル』は、「EVEというコーラスグループの魅力は、無国籍ないかがわしさだと思う。つくづく今の日本国のTV-CMに向いてる人達だとは思う。」と批評した。

## 収録曲
| #         | タイトル                 | 作詞           | 作曲          | 編曲          | 時間  |
| --------- | ------------------------ | -------------- | ------------- | ------------- | ----- |
| 1.        | 「もう一度Fall in LOVE」 | クララ新里     | Mark Davis    | Mark Davis    | 4:05  |
| 2.        | 「TRA-LA-LA」            | Clara & Lilika | Mark Davis    | Mark Davis    | 4:24  |
| 3.        | 「BURNING DESIRE」       | Casey Rankin   | Jimmy Johnson | Jimmy Johnson | 4:23  |
| 4.        | 「恋はパッション」       | Brian Richy    | 作曲研究所    | Mark Davis    | 4:23  |
| 5.        | 「Sugar Sugar」          | Clara & Lilika | Mark Davis    | Mark Davis    | 3:59  |
| 6.        | 「HAPPY VACATION」       | クララ新里     | Mark Davis    | 佐久間正英    | 3:13  |
| 合計時間: | 合計時間:                | 合計時間:      | 合計時間:     | 合計時間:     | 24:27 |

## 楽曲解説
1. もう一度Fall in LOVE
  - 3rdシングル。ソニー ビデオカセット CMソング。
2. TRA-LA-LA
  - 1stシングル「恋はパッション」のB面曲。丸井『赤いカード』CMソング。
3. BURNING DESIRE
  - 4thシングル。サントリー『ドライ5.5』CMソング。
4. 恋はパッション
  - 1stシングル。浅田飴『パッション』CMソング。
5. Sugar Sugar
  - 2ndシングル。丸井『赤いカード』CMソング。
6. HAPPY VACATION
  - 新曲。丸井『赤いカード』CMソング。